# Налоговый кодекс Российской Федерации
Налоговый кодекс Российской Федерации (НК РФ) — кодифицированный законодательный акт, устанавливающий систему налогов и сборов в Российской Федерации.
Состоит из двух частей: часть первая (общая часть), которой установлены общие принципы налогообложения, и часть вторая (специальная или особенная часть), которой установлен порядок обложения каждым из установленных в стране налогов (сборов).
В разработке Первой части Налогового кодекса принимало участие агентство USAID (США).

## Первая часть
Первая часть Кодекса подписана Президентом Российской Федерации 31 июля 1998 года, вступила в силу с 1 января 1999 года. Устанавливает общие принципы налогообложения и уплаты сборов в Российской Федерации, в том числе:
- виды налогов и сборов, взимаемых в Российской Федерации;
- основания возникновения (изменения, прекращения) и порядок исполнения обязанностей по уплате налогов и сборов;
- принципы установления, введения в действие и прекращения действия ранее введенных налогов субъектов Российской Федерации и местных налогов;
- права и обязанности налогоплательщиков, налоговых органов, налоговых агентов, других участников отношений, регулируемых законодательством о налогах и сборах;
- формы и методы налогового контроля;
- ответственность за совершение налоговых правонарушений;
- порядок обжалования актов налоговых органов и действий (бездействия) их должностных лиц.

## Вторая часть
Вторая часть Кодекса подписана Президентом Российской Федерации 5 августа 2000 года, вступила в силу с 1 января 2001 года. Вторая часть Кодекса устанавливает принципы исчисления и уплаты каждого из налогов и сборов, установленных Кодексом.
Каждому налогу либо специальному налоговому режиму посвящена отдельная глава второй части Кодекса. Также отдельной главой установлен порядок исчисления и уплаты государственной пошлины. Кроме того, порядок исчисления и уплаты сборов за пользование объектами животного мира и за пользование объектами водных биологических ресурсов также установлен отдельной главой второй части Кодекса.

## История
С 1 января 2001 года вступили в силу лишь четыре главы Кодекса, которыми установлены:
- Налог на добавленную стоимость;
- Акцизы;
- Налог на доходы физических лиц;
- Единый социальный налог (взимался по 1 января 2010 г., заменён взносами на конкретные виды страхования).

С 1 января 2002 года введены:
- Налог на прибыль организаций;
- Налог на добычу полезных ископаемых;
- Налог с продаж (отменён с 1 января 2004 года);
- Единый сельскохозяйственный налог (специальный налоговый режим).

С 1 января 2003 года введены также:
- Транспортный налог;
- Упрощенная система налогообложения (специальный налоговый режим);
- Единый налог на вменённый доход (специальный налоговый режим) (период действия 1998—2021 гг.).

В июне 2003 года введена система налогообложения при выполнении соглашений о разделе продукции (специальный налоговый режим).
С 1 января 2004 года действуют главы Кодекса, которыми установлены:
- Сборы за пользование объектами животного мира и за пользование объектами водных биологических ресурсов;
- Налог на игорный бизнес;
- Налог на имущество организаций.

С 1 января 2005 года действуют главы Кодекса, которыми установлены:
- Водный налог;
- Государственная пошлина;
- Земельный налог.

С 1 января 2015 года введены глава 32 Налогового кодекса Российской Федерации, которая регулирует налог на имущество физических лиц, и глава 33, которой введен торговый сбор.
С 1 января 2017 года вступила в действие 34 глава Налогового кодекса РФ «Страховые взносы».
С 1 января 2022 года местные налоги сборы могут вводиться не только муниципальными образованиями, но и федеральными территориями России.